# 어풍대
어풍대는 대한민국 충청남도 금산군 제원면 제원리에 있는 암각문이다. 1992년 10월 28일 금산군의 향토유적 제8호로 지정되었다.

## 개요
제원면 제원리 마을입구의 금산과 영동을 잇는 도로 왼쪽에 암석을 깎은 듯이 절벽이 이루어져, 자연비(自然碑)처럼 되어 있고, 어풍대라는 글자가 새겨겨 있는데 재미난 이야기가 구전되고 있다. 이조 선조 때에 허목(許穆1595~1682)이 제원역의 찰방으로 있을 때 화재가 자주 일어나 이를 막기 위하여 바위에 어풍대(御風臺)라 새긴 후부터 화재가 나지 않았다고 전해진다.